# Formiga (cầu thủ bóng đá, sinh 1978)
Miraildes Maciel Mota (sinh ngày 3 tháng 3 năm 1978), thường được gọi là Formiga (trong tiếng Bồ Đào Nha có nghĩa là kiến), là một cầu thủ bóng đá người Brazil thường chơi bóng trong vai trò là một tiền vệ cho Paris Saint-Germain. Cô từng chơi cho các câu lạc bộ chuyên nghiệp ở Thụy Điển và Hoa Kỳ. Formiga nắm giữ nhiều kỷ lục quốc tế với tư cách là thành viên của đội tuyển bóng đá nữ quốc gia Brazil, là cầu thủ duy nhất có mặt trong tất cả các trận đấu bóng đá nữ kể từ lần đầu tiên tổ chức tại Thế vận hội mùa hè 1996 và cùng giữ kỷ lục này với Homare Sawa, với sáu lần tham gia sân chơi World Cup nữ của FIFA.

## Sự nghiệp
Sinh ra ở Salvador, Formiga bắt đầu chơi bóng đá ở tuổi 12. Cô cho biết Dunga, đội trưởng đội tuyển bóng đá nam Brazil giành được chiến thắng tại World Cup 1994 là cầu thủ gây ảnh hưởng lớn nhất đến phong cách chơi bóng của cô.
Formiga chơi tại giải Damallsvenskan Thụy Điển với vai trò là thành viên đội bóng Malmö FF Dam và cho cả Santa Isabel và Saad ở quê hương Brazil. Formiga là lựa chọn tổng thể đầu tiên cho giải bóng đá nữ chuyên nghiệp (WPS) mới được khánh thành tại Hoa Kỳ trong Dự thảo quốc tế WPS 2008, được chọn bởi FC Gold Pride của Santa Clara, California. Cô bắt đầu 15 trong số 16 trận cho Gold Pride trong mùa giải đầu tiên của họ vào năm 2009. Mùa giải tiếp theo, Formiga đã chơi cho Chicago Red Stars, cùng với đồng hương Cristiane. Năm 2011, Formiga trở lại đất nước của mình để chơi cho São José.